# Nésidioblastome
 Mise en garde médicale
Le nésidioblastome, est une tumeur pancréatique langerhansienne. Elle fait partie des tumeurs neuroendocrines.

## Synonymes
La même affection est décrite sous différents termes médicaux synonymes :
- adénome des ilots de Langerhans ;
- adénome des îlots de pancréatiques ;
- insulinome ;
- nésidioblastome ;
- tumeur des ilots de Langerhans ;
- tumeur des ilots pancréatiques ;
- tumeur des îlots de Langerhans ;
- tumeur langerhansienne.

On parle de nésidioblastose lorsque la tumeur n'est pas retrouvée, l'hypersecrétion insulinique étant diffuse.

## Type
La tumeur est le plus souvent bénigne mais elle peut entrer également dans le cadre d'une néoplasie endocrinienne multiple type 1.

## Symptômes
Le nésidioblastome peut être bénin ou malin. Dans ce dernier cas on parlera d'épithéliome ou de carcinome langerhansien. Le nésidioblastome doit son deuxième nom au fait qu'il entraîne une production excessive d'insuline, qui part dans le sang et donc entraîne une hypoglycémie. La tumeur est donc dite endocrine car elle sécrète une hormone (l'insuline) dans le sang.
L'hypoglycémie survient typiquement au cours d'un jeûne, mais peut se voir également après un repas.

## Diagnostic
La conduite diagnostique des hypoglycémie a fait l'objet de la publication de recommandations par l'« Endocrine Society » en 2009.
Le diagnostic biologique se fait par le dosage sanguin d'insuline, idéalement au cours d'une hypoglycémie, ou après un jeûne prolongé.
La localisation de la tumeur est cherchée par une échographie, plus souvent par un scanner abdominal ou une IRM. L'échographie endoscopique du pancréas a une bonne sensibilité et spécificité. La tomographie par émission de positons permet de localiser des éventuelles métastases

## Tranches d'âge touchées
Le nésidioblastome apparaît le plus souvent vers la cinquantaine.

## Traitement
Une opération est nécessaire pour retirer la tumeur bénigne ou maligne dépourvue de métastase. Elle se limite à une tumorectomie mais peut parfois aller jusqu'à une pancréatectomie partielle, voire une duodéno-pancréatectomie.